# Michael Ronda
 (juillet 2016).
Si vous disposez d'ouvrages ou d'articles de référence ou si vous connaissez des sites web de qualité traitant du thème abordé ici, merci de compléter l'article en donnant les références utiles à sa vérifiabilité et en les liant à la section « Notes et références ».
Michael Ronda Escobosa, né le 28 septembre 1996, est un acteur, chanteur et danseur mexicain, connu pour son rôle de Poncho dans la série télévisée Como dice el dicho ainsi que le rôle de Simón Álvarez dans la série Soy Luna,  il a également joué dans la série Netflix  Control Z  et protagoniste la nouvelle série originale de Disney +  Papas Por Encargos. 

## Biographie
Michael Ronda est né le 28 septembre 1996 à Mexico. Le père de Michael Ronda (Davide Ronda) est italien. Sa mère (Vicky Escobosa) est mexicaine. Il a une grande sœur, Alessandra, ainsi qu'un petit frère Kevin.
Il a commencé sa carrière d'acteur à ses 7 ans, dans des pubs commerciales avec de petites apparitions.
En 2011, il a obtenu de nombreux rôles, en particulier Camilo dans La Force du destin. Il a également été la star de films comme La Noche del Pirata et Bacalar, jouant respectivement le rôle de Dani et de Santiago.
Entre 2016 et 2018 il jouait le personnage de Simón Álvarez, meilleur ami de Luna (Karol Sevilla)  dans la série Disney Channel (Amérique Latine) Soy Luna.
En 2020, il joue le rôle de Javier Williams dans la série mexicaine Control Z (Netflix).

## Vie privée
Michael est en couple avec Karena Flores.

## Filmographie

### Cinéma
- 2011 : La Noche del Pirata : Dani
- 2011 : Bacalar : Santiago
- 2012 : El último aliento : Juan (jeune)

### Télévision
- 2011 : La Force du destin : Camilo
- 2011-2015 : Como dice el dicho : Poncho
- 2016-2018 : Soy Luna : Simón Álvarez
- 2018 : Onze (épisode 160) : Simón Álvarez (Garras)
- 2019 : Bajo la red : Gabriel
- 2019 : Bronco: La serie : Eduardo "Lalo"
- 2020 : Control Z : Javier
- 2020 : Atrévete a soñar : Matías Novoa
- 2022-2024 : Papas à la demande ! Morgan

## Discographie
| Année | Titre | Album                |
| ----- | --- | -------------------- |
| 2016  | - Valiente - Eres (avec Karol Sevilla) - Un Destino (avec Lionel Ferro et Gastón Vietto) - I'd Be Crazy (avec Lionel Ferro, Ruggero Pasquarelli, Jorge López, Agustín Bernasconi & Gastón Vietto) - Invisibles (avec Lionel Ferro et Gastón Vietto) - Vuelo (avec le cast de Soy Luna) - A Rodar Mi Vida (avec le cast de Soy Luna) - Eres (Radio Disney Vivo) (avec Karol Sevilla & Ruggero Pasquarelli) - Valiente (Radio Disney Vivo) (avec Karol Sevilla, Gaston Vietto & Lionel Ferro)                                                                              | Soy LunaMusica en ti |
| 2017  | - Alzo mi bandera (avec Lionel Ferro et Gaston Vietto) - Siempre Juntos (avec le cast de Soy Luna) - Linda (avec Lionel Ferro et Gaston Vietto) - Valiente (avec le cast de Soy Luna) - Cuenta conmingo (avec Karol Sevilla, Ruggero Pasquerelli, Jorge Lopez, Agustin Bernasconi, Malena Ratner) - I've Got A Feeling (avec Karol Sevilla, Ruggero Pasquerelli, Valentina Zenere, Chiara Parravicini, Gaston Vietto et Lionel Ferro) - Footloose (avec le cast de Soy Luna) - Pienso (avec Lionel Ferro et Gaston Vietto) - Adaremos (avec Karol Sevilla) - Yo Quisiera | La Vida Es Un Sueno  |
| 2018  | - Modo Amar (avec le cast de Soy Luna) - Tiempo De Amor - Tù Carcel (avec Karol Sevilla) - Despierta Mi Mundo (avec le cast de Soy Luna) - Solos (avec Valentina Zenere) - Si Lo Suenas Claro (avec le cast de Soy Luna) - Nadie Como Tù (avec Ruggero Pasquarelli, Agustin Bernasconi, Jorge Lopez, Gaston Vietto, Lionel Ferro) - Todo Puede Cambiar (avec le cast de Soy Luna) | Modo Amar            |
| 2018  | - La Diva De La Escuela |                      |
| 2019  | - Seré Tu Heroé |                      |

## Tournée
- Soy Luna en Concierto (2017)
- Soy Luna Live (2018)
- Soy Luna en Vivo (2018)

## Source de la traduction
- (en) Cet article est partiellement ou en totalité issu de l’article de Wikipédia en anglais intitulé « Michael Ronda » (voir la liste des auteurs).